# セーヌ (アルプ＝ド＝オート＝プロヴァンス県)
セーヌ（Seyne）は、フランス共和国プロヴァンス＝アルプ＝コート・ダジュール地域圏アルプ＝ド＝オート＝プロヴァンス県ディーニュ＝レ＝バン郡セーヌ小郡にあるコミューン。セーヌレザルプ（Seyne-les-Alpes）とも称する。フランス南東部の静かな山間の村である。県庁所在地のディーニュ＝レ＝バンの北30kmに位置する。
2015年3月24日に発生したジャーマンウイングス9525便墜落事故に際して、小型機用の飛行場があるセーヌが事故現場の捜索および乗員・乗客の救助拠点となり、マスメディアの報道拠点ともなった。同年3月25日にはフランスのフランソワ・オランド大統領、ドイツのアンゲラ・メルケル首相、スペインのマリアーノ・ラホイ・ブレイ首相がセーヌの現地対策本部・遺体安置所を訪問後、記者会見を行った。